# Cantón de Sainte-Marie-1-Norte
El cantón de Sainte-Marie-1-Norte era una división administrativa francesa, que estaba situada en el departamento de Martinica y la región de Martinica.

## Composición
El cantón estaba formado por una fracción de la comuna de:
- Sainte-Marie (fracción)

## Supresión del cantón de Sainte-Marie-1-Norte
El 22 de marzo de 2015, el cantón de Sainte-Marie-1-Norte fue suprimido, en aplicación de la Ley n.º 2011-884, de 27 de julio de 2011, relativa a las colectividades de Guayana Francesa y Martinica; y específicamente de su artículo 8.º, apartado L558-7, y su comuna pasó a formar parte de la nueva sección de Norte.